# Strabomantis cornutus
Strabomantis cornutus es una especie de anfibio anuro de la familia Craugastoridae.

## Distribución geográfica
Esta especie habita entre los 1150 y 1800 m de altitud en el lado amazónico de la Cordillera Oriental;
- en Colombia en los departamentos de Caquetá y Putumayo;
- en Ecuador.[4]

## Publicación original
- Jiménez de la Espada, 1870 : Faunae neotropicalis species quaedam nondum cognitae. Jornal de sciencias mathematicas, physicas e naturaes, Academia Real das Sciencas de Lisboa, vol. 3, p. 57-65[5]